# Cementerio de Passy

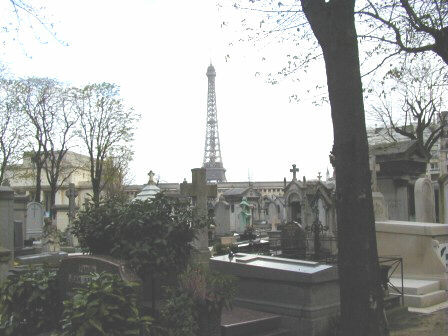
El cementerio de Passy, con la Torre Eiffel al fondo.

El cementerio de Passy (del francés: Cimetière de Passy ‘Cementerio de Passy’) es un famoso cementerio ubicado en el número 2 de la Rue du Comandante Schlœsing en Passy, en el XVI Distrito de París, Francia.
A principios del siglo XIX , bajo las órdenes de  Napoleón I, el emperador de los franceses, todos los cementerios de París fueron sustituidos por otros nuevos y grandes fuera del recinto de la capital. El cementerio de Montmartre se construyó en el norte, el cementerio del Père-Lachaise en el este, y el cementerio de Montparnasse en el sur. El cementerio de Passy fue una adición posterior, que tiene su origen en el mismo edicto.
Inaugurado en 1820 en los barrios caros residenciales y comerciales de la Orilla Derecha cerca de los Campos Elíseos  de 1874, el pequeño cementerio de Passy se había convertido en la necrópolis aristocrática de París. Es el único cementerio en París que tiene una sala de espera climatizada.
El muro de contención del cementerio está adornado con un bajorrelieve para conmemorar los soldados que cayeron en la Gran Guerra. Al abrigo de una enramada de árboles de castaño este hermoso cementerio se asienta a la sombra de la Torre Eiffel.

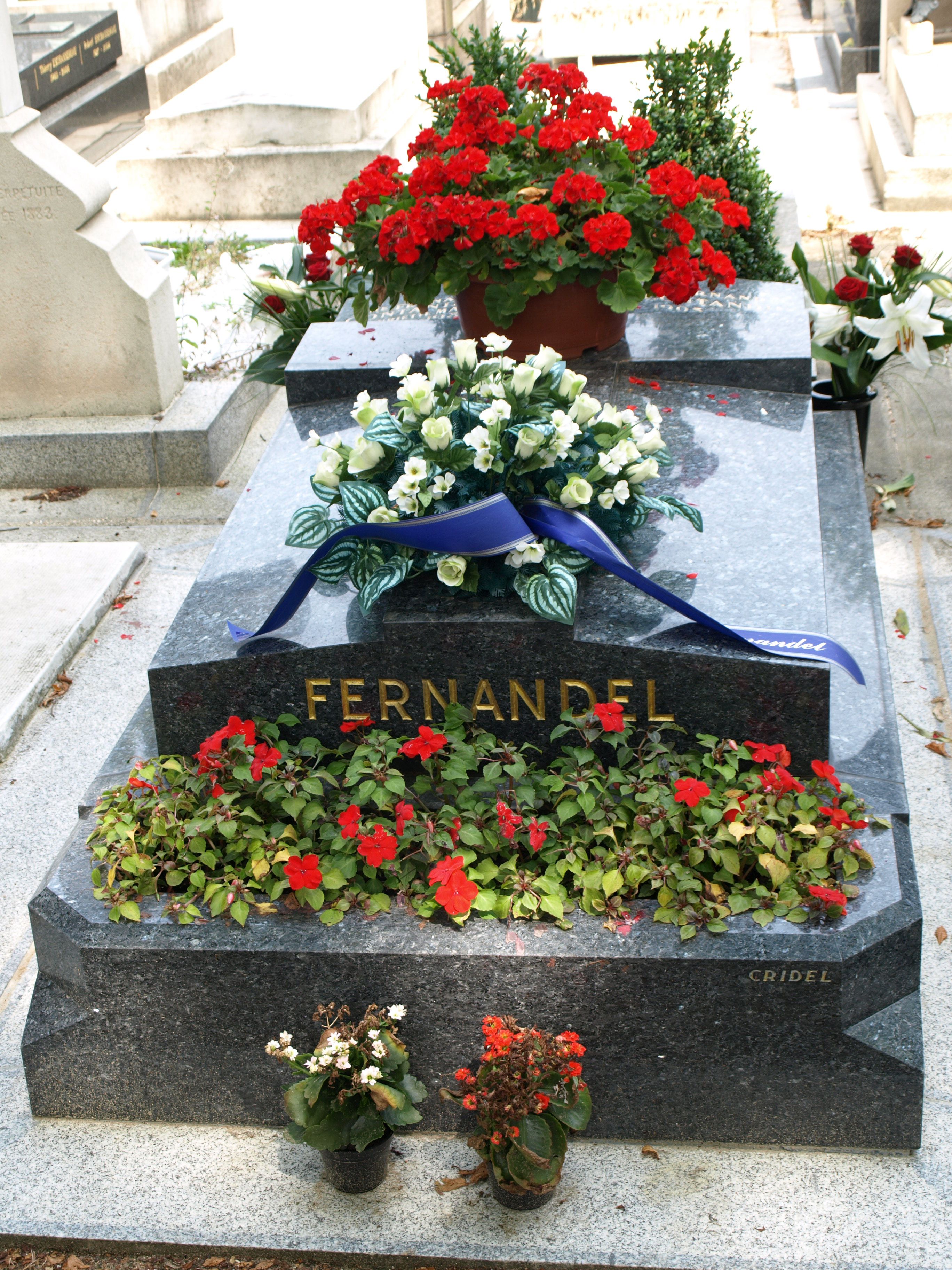
Tumba de Fernandel.

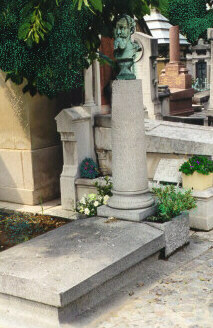
Tumba de Édouard Manet.

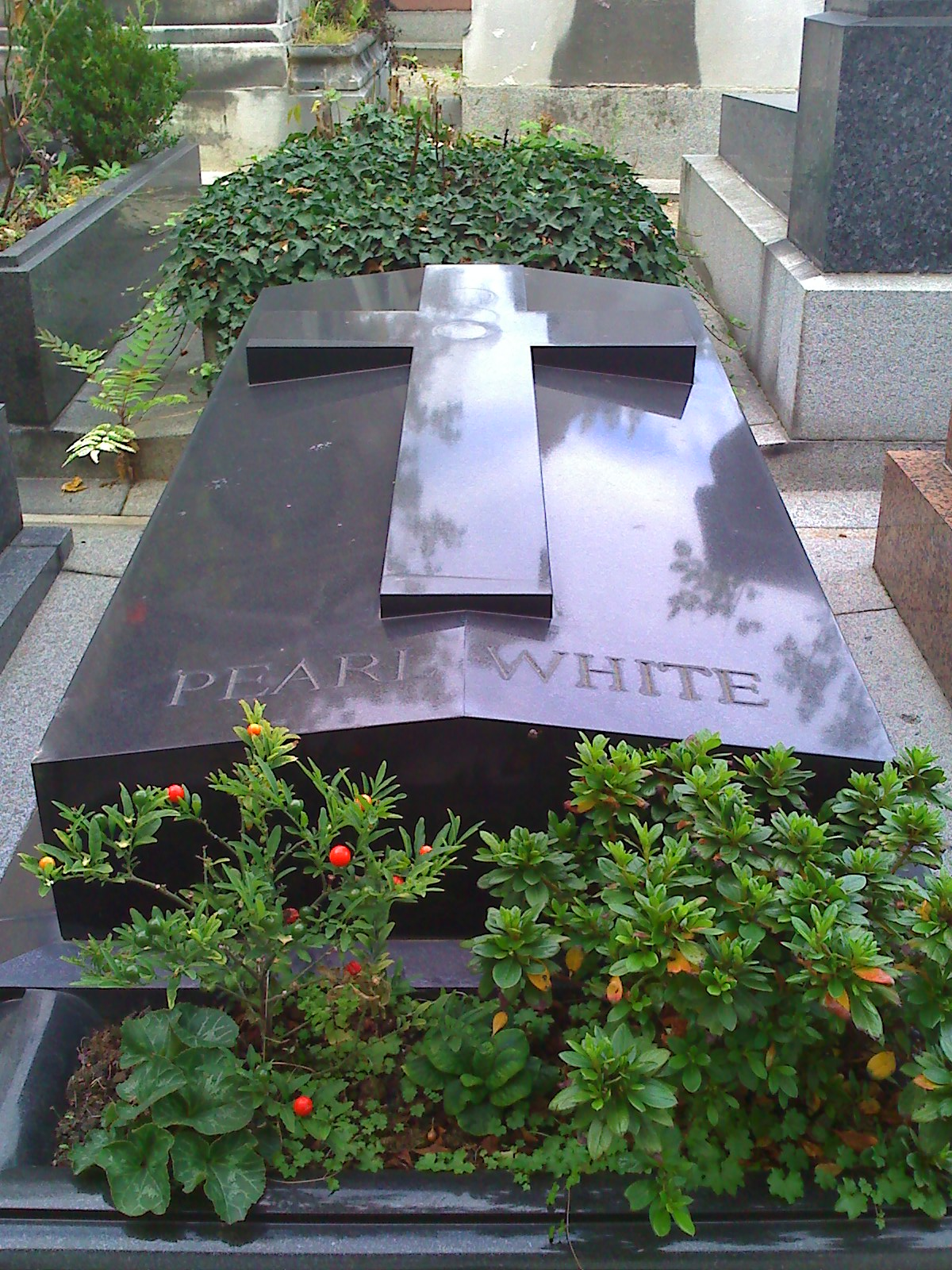
Tumba de Pearl White.

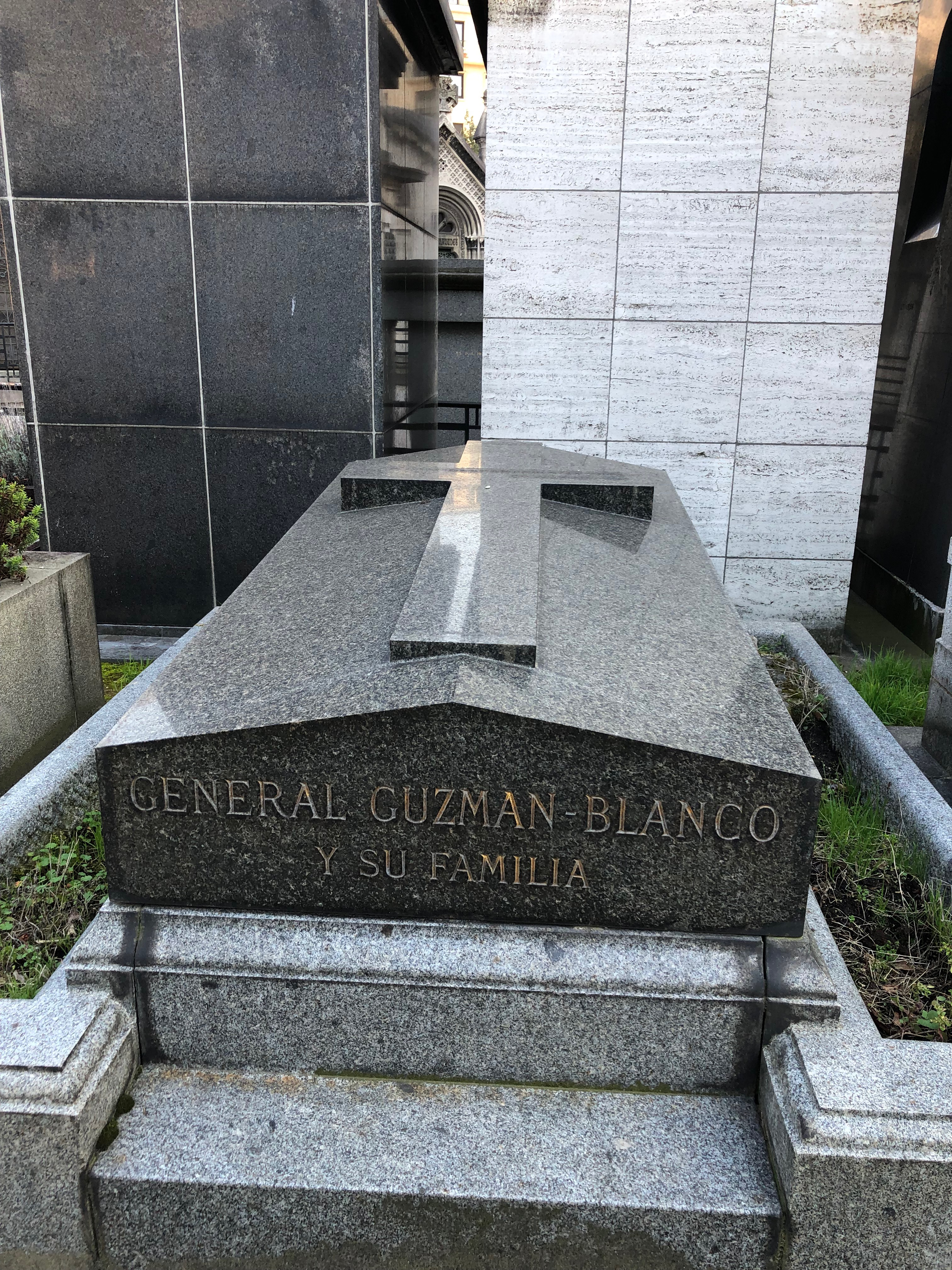
Tumba del general y presidente venezolano Antonio Guzmán Blanco, entre 1899 y 1999.

## Ocupantes famosos
- Alexandre Millerand (1859–1943), Presidente de la República Francesa.
- Amand Pierre Harel (1836-1885), escultor bretón.
- André Messager (1853–1929), músico y compositor.
- Anna Gould (1878–1961), dama de la alta sociedad, hija del financiero Jay Gould.
- Annabella (1907–1996), actriz.
- Antonio Guzmán Blanco (1829-1899), político y Presidente de Venezuela (hasta 1999, cuando sus restos fueron trasladados al Panteón Nacional de Venezuela).
- Arlette Gueudet (1919–2012), viuda del industrial Robert Gueudet.
- Bảo Đại (1913–1997), el último emperador de Vietnam.
- Berthe Morisot (1841–1895), pintora impresionista.
- Claude Debussy (1862–1918), compositor de música impresionista.[2]
- Conde Brasov (1910–1931), bautizado Jorge, hijo del Gran Duque Mijaíl Románov y de la Condesa Brassova (Natalia Sheremetyev-Romanov).
- Condesa Brassova (Natalia Sheremetyev-Romanov) (1880–1952), esposa del Gran Duque Mijaíl Románov.
- Constantin Rozanoff (1905–1954), coronel, piloto de pruebas.
- Constantin Virgil Gheorghiu, (1916–1992), novelista.
- Dieudonné Costes (1896-1973) al igual que su compañero de vuelo Maurice Bellonte.
- Edgar Faure (1908–1988), político y miembro de la resistencia en la Segunda Guerra Mundial.
- Édouard Manet (1832–1883), pintor realista e impresionista.[2]
- Emanuela de Dampierre (1913-2012), primera esposa de infante Jaime de Borbón y Battenberg.
- Emmanuel de Las Cases (1766–1842), Conde de Las Cases.
- Farideh Diba (nacida Farideh Ghotbi) (1921–2000), madre de la exemperatriz de Irán, Farah Pahlavi.
- Fernandel (Fernand Joseph Désiré Contandin) (1903–1971), actor cómico.
- Gabriel Fauré (1845–1924), compositor.[2]
- Gabriel Hanotaux (1853–1944), estadista e historiador.
- Gabrielle Réjane (1856–1920), actriz.
- Georges Mandel (1885–1944), estadista y miembro de la Resistencia francesa durante la Segunda Guerra Mundial.
- Ghislaine Dommanget (1900–1991), Princesa de Mónaco.
- Gholam Hossein Jahanshahi (1920–2005), economista y estadista iraní.
- Haroun Tazieff (1914–1998), vulcanólogo.
- Hector Lefuel (1810–1880), arquitecto de porciones significativas del Museo del Louvre.
- Henri Bernstein (1876–1953), actor.
- Henri Farman (1874–1958), campeón de ciclismo y aviador.
- Hubert de Givenchy (1927-2018), diseñador de moda.
- Jacques Guerlain (1874–1963), el más reconocido creador de perfumes de la Casa "Guerlain" en París.
- Jacques Ibert (1890–1962), compositor.
- James Gordon Bennett, Jr. (1848–1918), editor de un periódico estadounidense y deportista.
- Jean Giraudoux (1882–1944), dramaturgo, soldado y estadista.
- Jean Patou (1887-1936), diseñador de moda y fundador de «Maison Jean Patou».
- Jean-Louis Barrault (1910–1994), actor y director; junto a su esposa , la actriz Madeleine Renaud.
- Jeanne Hugo (1869-1941), socialite y nieta del escritor Victor Hugo.
- Jeanne Julia Bartet (1854–1941), actriz.
- Jean-Pierre Wimille (1908–1949), piloto de carreras.
- Joseph Florimond Loubat (1831–1927), bibliófolo, anticuario, figura del deporte y filántropo.
- Joseph O'Kelly (1828–1885), Henri O'Kelly sr. (1859–1938), and Henri O'Kelly jr. (1881–1922), músicos y compositores franco-irlandeses.
- Louis-Ernest Barrias (1841–1905), escultor.
- Madeleine Renaud (1900–1994), actriz. Enterrada con su marido, el actor y director Jean-Louis Barrault.
- Marcel Dassault (1892–1986), ingeniero y fundador de Dassault Aviation.
- Marcel Renault (1872–1903), empresario, piloto de carreras y cofundador de Renault.
- Marie Bashkirtseff (1858–1884), artista rusa famosa por su diario; su tumba es una recreación de su estudio y ha sido declarada monumento nacional por el gobierno de Francia.[2]
- Maurice Bellonte (1896–1983), pionero de la aviación, en su vuelo en compañía de Dieudonné Costes.
- Maurice Gamelin (1872–1958), comandante supremo de las Fuerzas Armadas Francesas 1939–1940.
- Maurice Genevoix (1890–1980), novelista.
- Maurice Rostand (1891–1968), dramaturgo.
- Maxime Dethomas (1867–1929), pintor.
- Michel Droit (1923–2000), novelista y miembro de la Academia Francesa.
- Natalie Clifford Barney (1876–1972), notable autora, salonista y lesbiana socialite de la Belle Époque.
- Octave Mirbeau (1848–1917), anarquista, crítico de arte y novelista.
- Paul Hervieu (1857–1915), dramaturgo y novelista.
- Paul Landowski (1875–1961), arquitecto y escultor.
- Pearl White (1889–1938), estrella del Cine mudo, famosa por hacer sus propias escenas de riesgo en sus series The Perils of Pauline.
- Princesa Leila de Irán (1970–2001), hija del Shah de Irán.
- Renée Vivien (1877–1909), escritora y poetisa.
- Tristan Bernard (1866–1947), dramaturgo y novelista.
- Togrul Narimanbekov (1930–2013), pintor azerbayano.
- Virgil Gheorghiu, (1916–1992), novelista.

## Elementos artísticos de interés
Existe un medallón , retrato de perfil en bronce, grabado por el escultor Maurice Delannoy dedicado a un hombre del que solo se identifica el apellido familiar: Decoisy.